# Brimir
V nordijski mitologiji je Brimir drugo ime za jötunna Ymirja ter ime pivniške hale v kateri se po Ragnaröku zberejo duše najhrabrejših bojevnikov.
V delu Gylfaginning v Prozni Eddi Brimir omenja dvorano na nebu za dobre duše po Ragnaröku, kjer bo »obilo dobre pijače« na voljo tistim, ki si jo želijo.
V 9. kitici Völuspe, prve pesmi Poetične Edde, sta Brimir in Bláin razložena kot nadomestni imeni za Ymirja:

| „Þá gengo regin ǫll á rǫcstóla, Ginnheilog goð, oc um þat gættuz, hverr scyldi dverga dróttin scepia, ór Brimis blóði oc ór Bláins leggiom.“ |  | In stopijo vsi sodniki k sodnemu stolu, bogovi presvetli k posvetovanju, kdo naj ustvari krdela škratov, iz krvi Brimirja in iz udov Bláina. |
– Völuspá 9

Snorri v Gylfaginningu to razširi in pove, da so bili škratje ustvarjeni iz mrtvega mesa Ymirja, katerega telo so Odin in njegovi bratje uporabili za oblikovanje zemlje (»kri Brimirja« se nanaša na morje, »iz udov Bláina« pa na gore, ki so nastale iz njegovih kosti).
V 37. kitici Völuspe je Brimir omenjen kot jötunn (morda je to ali pa ni Ymir), ki je lastnik pivniške hale (birtije):

| „Stóð fyr norðan, á Niðavǫllom, salr ór gulli Sindra ættar; enn annarr stóð á Ókólni, biórsalr iǫtuns, enn sá Brimir heitir.“ | Na severu v Nidavollu je stala sobana Sindri, sezidana iz zlata. Druga bila je v Okolniru, birtija velikanov, birtija Brimirja. |
– Völuspá 37

Snorri je to verzijo v Gylfaginningu uporabil kot podlago za Brimirja kot dvorano v posmrtnem življenju, vendar ni gotovo, ali sta ti dve rezidenci enaki.

| „[...] ok allgott er til góðs drykkjar þeim, er þat þykkir gaman, í þeim sal, er Brimir heitir. Hann stendr á Ókólni.“ | Zares veliko dobre pijače je za tiste, ki v njej uživajo v hali, ki ji je Brimir ime. Stoji v Okolniru. |
SNORRI STURLUSON: Prozna Edda: Gylfaginning 51

## Raziskave
Te tri odlomke je težko uskladiti in lahko bralcu prikažejo zmedeno sliko.
V prvem verzu Völuspe je Brimir verjetno prazgodovinski velikan Ymir. Zdi se, da verza »iz krvi Brimirja in iz udov Bláina« namigujeta na bogove, ki so iz Ymirjeve krvi in udov ustvarili morje in gore, kot pripovedujeta dve drugi pesmi, Grimnismál in Vafþrúðnismál.
Ker je morje nastalo iz Ymirjeve krvi, Brimir etimološko izhaja iz staronordijskega brim, brimi 'morje, valovanje'. Ime se med drugim prevaja tudi kot »krvavo morje«.
Vendar pa drugi verz Völuspe daje vtis, da gre za velikana, ki ni Ymir, a velikan s tem imenom ni znan. Snorri Sturluson je ta odlomek razumel kot Brimirja, ne kot velikana, temveč kot ime pivniške hale. Nekateri raziskovalci menijo, da je tukaj prišlo do nesporazuma, drugi pa menijo, da je odlomek v Völuspi preveč nejasen, da bi se lahko o tem odločili.
Ali obstaja povezava med imenom meča Brimir in imenom velikana Brimir, ni znano.